# Leichtathletik-Länderkampf der Frauen 1968 BR Deutschland – Skandinavien
| 12. Leichtathletik-Länderkampf mit bundesdeutscher Beteiligung 1968 | 12. Leichtathletik-Länderkampf mit bundesdeutscher Beteiligung 1968 |
| ------------------------------------------------------------------- | ------------------------------------------------------------------- |
|                                                                     |                                                                     |
| Ländervergleich der Frauen: BR Deutschland – Skandinavien           |                                                                     |
| Austragungsort                                                      | Buxtehude                                                           |
| Wettbewerbe                                                         | 11                                                                  |
| Datum                                                               | 14. September                                                       |
| 1. FRG 2. Skandinavien                                              | 63 Punkte 54 Punkte                                                 |
| Chronik                                                             |                                                                     |
| ← GBR-FRG (F)                                                       | FRG-FRA-SUI 10kampf (M) →                                           |

Im zwölften Vergleich des Länderkampfjahres 1968 waren zum dritten Mal in Folge die Frauen an der Reihe. In Buxtehude kam es am 14. September zum ersten Aufeinandertreffen mit einer Vertretung aus Skandinavien, die sich aus Sportlerinnen der Länder Schweden, Finnland, Dänemark und Norwegen zusammensetzte.
Für das skandinavische Team stellten die einzelnen Länder die folgende Anzahl von Athletinnen:

Schweden: 8 / Finnland 5 / Dänemark 3 / Norwegen 2

## Wettbewerbe und Modus
Auf dem Programm standen die bei Länderkämpfen üblichen elf Disziplinen, die identisch waren mit den damals bei Olympischen Spielen angebotenen Frauenwettbewerben. Die Wertung erfolgte durchgängig nach dem Standardsystem.

## Ergebnis
Die bundesdeutschen Leichtathletinnen, die in fast allen Disziplinen nicht mit den stärksten Vertreterinnen antraten, hatten es nicht leicht gegen die Sportlerinnen aus Skandinavien. Im Laufbereich gab es bei zwei Doppelerfolgen vier skandinavische Siege gegenüber einer von der Bundesrepublik Deutschland gewonnenen Disziplin. Die Staffel ging wie in den beiden vorangegangenen Länderkämpfen an die Bundesrepublik. Die Skandinavierinnen entschieden beide Sprünge bei einem Doppelerfolg für sich. In der Kategorie Wurf/Stoß gewann die Bundesrepublik zwei Wettbewerbe, beide mit Doppelerfolgen, während Skandinavien den Speerwurf für sich verbuchte. Unter Berücksichtigung der Punkte aus den zweiten, dritten und vierten Plätze lag die Bundesrepublik Deutschland in der Endabrechnung mit 63 zu 54 Punkten vorn.

## Legende
Kurze Übersicht zur Bedeutung der Symbolik – so üblicherweise auch in sonstigen Veröffentlichungen verwendet:
| w | Rückenwindunterstützung über dem erlaubten Limit von 2,0 m/s |

## Resultate

### 100 m
| Platz | Athletin           | Land | Zeit (s) |
| ----- | ------------------ | ---- | -------- |
| 1     | Gunilla Cederström | SWE  | 11,8     |
| 2     | Erika Rost         | FRG  | 11,9     |
| 3     | Elfgard Weismann   | FRG  | 11,9     |
| 4     | Nina Hansen        | DNK  | 12,5     |

### 200 m
| Platz | Athletin              | Land | Zeit (s) |
| ----- | --------------------- | ---- | -------- |
| 1     | Marianne Bollig       | FRG  | 24,2     |
| 2     | Ulla Britt Wieslander | SWE  | 24,4     |
| 3     | Berit Berthelsen      | NOR  | 24,8     |
| 4     | Birgit Pfeiffer       | FRG  | 25,1     |

### 400 m
| Platz | Athletin          | Land | Zeit (s) |
| ----- | ----------------- | ---- | -------- |
| 1     | Pirjo Wilmi       | FIN  | 55,1     |
| 2     | Elisabeth Randers | SWE  | 55,8     |
| 3     | Gisela Köpke      | FRG  | 56,4     |
| 4     | Christel Frese    | FRG  | 59,6     |

### 800 m
| Platz | Athletin             | Land | Zeit (min) |
| ----- | -------------------- | ---- | ---------- |
| 1     | Annelise Damm Olesen | DNK  | 2:06,4     |
| 2     | Jutta von Haase      | FRG  | 2:07,4     |
| 3     | Eeva Haimi           | FIN  | 2:09,3     |
| 4     | Karin Kessler        | FRG  | 2:10,7     |

### 80 m Hürden
| Platz | Athletin              | Land | Zeit (s) |
| ----- | --------------------- | ---- | -------- |
| 1     | Ulla Britt Wieslander | SWE  | 10,8     |
| 2     | Nina Hansen           | DNK  | 11,0     |
| 3     | Ursula Farthmann      | FRG  | 11,3     |
| 4     | Heidi Schüller        | FRG  | 11,4     |

### 4 × 100 m Staffel
| Platz | Besetzung      | Land                                                                                             | Zeit (s) |
| ----- | -------------- | ------------------------------------------------------------------------------------------------ | -------- |
| 1     | BR Deutschland | Elfgard Weismann Gerda Bollwerk Erika Rost Marianne Bollig                                       | 46,8     |
| 2     | Skandinavien   | Ulla Britt Wieslander – SWE Gunilla Cederström – SWE Karin Wallgren – SWE Berit Berthelsen – NOR | 47,0     |

### Hochsprung
| Platz | Athletin          | Land | Höhe (m) |
| ----- | ----------------- | ---- | -------- |
| 1     | Anneliese Werness | NOR  | 1,69     |
| 2     | Ritva Bister      | FIN  | 1,66     |
| 3     | Charlotte Marx    | FRG  | 1,60     |
| 4     | Brunhilde Holland | FRG  | 1,60     |

### Weitsprung
| Platz | Athletin         | Land | Weite (m) |
| ----- | ---------------- | ---- | --------- |
| 1     | Berit Berthelsen | NOR  | 6,4000    |
| 2     | Brigitte Krämer  | FRG  | 6,0700    |
| 3     | Heidi Schüller   | FRG  | 5,96 w    |
| 4     | Susanne Hvass    | DNK  | 5,7500    |

### Kugelstoßen
| Platz | Athletin             | Land | Weite (m) |
| ----- | -------------------- | ---- | --------- |
| 1     | Elisabeth Huber      | FRG  | 14,83     |
| 2     | Sieglinde Schaupp    | FRG  | 14,08     |
| 3     | Gunn Britt Flink     | SWE  | 13,78     |
| 4     | Ulla-Britt Johansson | SWE  | 12,93     |

### Diskuswurf
| Platz | Athletin          | Land | Weite (m) |
| ----- | ----------------- | ---- | --------- |
| 1     | Anneliese Thieron | FRG  | 48,71     |
| 2     | Sigrun Kofink     | FRG  | 46,05     |
| 3     | Vivianne Freiwald | SWE  | 46,02     |
| 4     | Lena Sandgren     | SWE  | 41,45     |

### Speerwurf
| Platz | Athletin         | Land | Weite (m) |
| ----- | ---------------- | ---- | --------- |
| 1     | Kaisa Launela    | FIN  | 53,96     |
| 2     | Almut Brömmel    | FRG  | 53,13     |
| 3     | Kristi Launela   | FIN  | 49,37     |
| 4     | Hannelore Menzel | FRG  | 47,78     |